# Age of Empires III: Age of Discovery
Age of Empires III: Age of Discovery è un videogioco strategico in tempo reale di ambientazione storica per Microsoft Windows, sviluppato dalla Ensemble Studios di Bruce Shelley per Microsoft nel 2005. È il terzo episodio della serie Age of Empires; dopo l'età del ferro e il medioevo, in Age of Empires III l'attenzione si sposta al periodo della colonizzazione europea delle Americhe.
La grafica del gioco sfrutta il motore Havok per la simulazione dei fenomeni fisici.

## Modalità di gioco
Come nei capitoli precedenti della serie, in Age of Empires III è presente una campagna in giocatore singolo divisa in capitoli, oltre alla modalità Schermaglia, analoga alle mappe casuali dei titoli precedenti. Molto sviluppata è la sezione multiplayer del gioco grazie al supporto di Ensemble Studios Online: la comunità conta diverse migliaia di giocatori.
A differenza degli altri capitoli della serie, in Age of Empires III è presente la Città Madre, una schermata fissa ed esterna alla mappa di gioco vera e propria, da cui si possono ottenere spedizioni di risorse, unità e tecnologie che sono previste dalle carte spedizione. Il loro nome di default nelle schermaglie viene dalle città europee più potenti del periodo storico trattato dal gioco: Siviglia per gli Spagnoli, Londra per i Britannici, Parigi per i Francesi, Lisbona per i Portoghesi, Amsterdam per gli Olandesi, San Pietroburgo per i Russi, Berlino per i Tedeschi e Istanbul per gli ottomani.

## Altre differenze
Vi sono altre differenze con il precedente Age of Empires II: The Age of Kings, oltre all'introduzione della grafica 3D. Le risorse si riducono a tre (cibo, legna e denaro), vengono raccolte dai cittadini con i soliti metodi ma non è più necessario che questi facciano la spola per trasportarle ai centri di raccolta.
È stata aggiunta una nuova componente, l'esperienza, che aumenta con il progredire del gioco, e che permette, con la salita di livello della Città Madre, di incrementare la quantità di certe spedizioni.
Sono disponibili nuovi edifici, come:
1. La base commerciale, molto importante per stringere alleanze con i nativi presenti sulla mappa e per ottenere risorse o esperienza;
2. Il recinto del bestiame, dove si può radunare il bestiame che in Age of Empires III non è costituito dalle sole pecore, ma anche dalle mucche e dai lama;
3. Il forte, simile al castello di Age of Empires II per la capacità di sparare palle di cannone contro i nemici, ha la capacità di creare ogni unità disponibile, abitanti ed artiglieria esclusi. È disponibile solo come spedizione inviata dalla Città Madre;
4. La fabbrica, potente edificio disponibile solo se inviato dalla Città Madre, che permette la produzione di risorse o artiglieria pesante in maniera automatica (la produzione di artiglieria si ferma se si è giunti al limite della popolazione, che è fissato a 200 unità).

## Fazioni
| Bandiera        | Civiltà                         | Bonus Principali |
| Spanish Flag    | Spagnoli Regina Isabella I      | Gli Spagnoli hanno una buona fanteria e cavalleria, sono flessibili, e sono i più veloci nelle prime fasi di gioco grazie alla velocità con cui ottengono rifornimenti dalla Città Madre. I loro esploratori possono addestrare cani da guerra sin dall'inizio, quando i soldati non possono ancora essere creati. Le loro unità uniche sono il Rodelero, il Lanciere e il Missionario, e le loro Guardie Reali sono il Rodelero Spadaccino, il Lanciere Garrochista e il Picchiere del Tercio. |
| British Flag    | Britannici Regina Elisabetta I  | I Britannici costruiscono i Manieri, delle case speciali che creano gratuitamente un abitante a maniero ultimato, e sono più resistenti, ma anche più costosi. La potenza militare britannica è maggiore verso le età più avanzate con un'economia forte all'inizio del gioco. Le loro unità uniche sono l'Arciere con arco lungo e i Razzi, e le loro Guardie Reali sono le Giubbe Rosse e la Guardia del re imperiale (Ussaro). |
| French Flag     | Francesi Napoleone              | I Francesi usano i Corridori dei boschi, abitanti del villaggio che raccolgono le risorse più velocemente e eventualmente possono fungere da fanteria, ma sono più costosi. Questa civiltà è la più forte nel creare alleanze con i nativi del luogo. I Francesi hanno la cavalleria più forte del gioco, i Corazzieri, che sono però molto costosi. Le loro guardie Reali sono i Gendarmi Corazzieri e gli Schermagliatori Volteggiatori. |
| Portuguese Flag | Portoghesi Enrico il Navigatore | I Portoghesi ricevono un carro coperto ad ogni avanzamento di età, hanno un esercito ben bilanciato e una potente flotta, e possiedono anche vantaggi extra nell'esplorazione, come ad esempio l'uso del cannocchiale da parte dell'esploratore. Le loro unità uniche sono il Caçador e il cannone ad organo, e le loro Guardie Reali sono i Dragoni e i Moschettieri. |
| Dutch Flag      | Olandesi Maurizio di Nassau     | Gli Olandesi necessitano di oro invece che di cibo per progredire, rendendoli dipendenti da questa risorsa sin dall'inizio; questo svantaggio, tuttavia, è compensato dalle Banche, edifici generatori di denaro esclusivamente olandesi. Le loro unità uniche comprendono il Ruyter e il Fluyt, e le loro Guardie Reali sono i Ruyter con Carabina e gli Alabardieri di Nassau. |
| Russian Flag    | Russi Ivan il Terribile         | I Russi dispongono di risorse aggiuntive sin dall'inizio del gioco, quindi possono facilmente tentare di sopraffare il nemico creando un vasto esercito, in quanto le truppe russe sono economiche e i fanti vengono creati in gruppi, anche se sono più deboli delle altre unità del gioco. Nelle età avanzate possono creare fortificazioni in modo rapido, in quanto i loro fortini incrociano le caserme e gli avamposti. Le loro unità uniche sono i Strel'cy, i Cosacchi e gli Opričniki, e le loro Guardie Reali sono gli Arcieri a cavallo Tartari e i Granatieri. |
| German Flag     | Tedeschi Federico il Grande     | I Tedeschi rappresentano tutti i regni dell'Europa Centrale dell'epoca. All'inizio, dispongono di un numero minore di coloni, che ne rallenta lo sviluppo economico, ma dispongono, in compenso, dei carri dei coloni (speciali lavoratori tedeschi) che possono essere inviati in gran numero solo dalla città madre e quasi tutte le carte inviano anche alcuni cavalieri Ulani. Inoltre i Tedeschi possono assoldare mercenari prima di tutte le altre fazioni. Le loro unità uniche sono i Doppelsöldner, gli Ulani e i carri da guerra, e le loro Guardie Reali sono gli Ulani Kcazpcha e gli Schermagliatori di Prussia.                                                                     |
| Ottoman Flag    | Ottomani Solimano il magnifico  | L'economia degli Ottomani è lenta, ma costante, dovuta al fatto che i coloni sono continuamente generati dal centro della città, sino ad arrivare alla soglia delle 100 unità. Il loro esercito fa un grande uso di pezzi d'artiglieria, molti dei quali a loro esclusivi, tra cui la Bombarda Grande, il più potente pezzo d'artiglieria del gioco. Gli Ottomani soffrono la mancanza di fanteria leggera, poiché l'unica unità creabile di questo tipo è il Giannizzero, che però è potente rispetto ai moschettieri a cui assomiglia. Oltre al giannizzero, le loro unità uniche comprendono le Galee, l'Imam e i Cannoni Abus, e le loro Guardie Reali sono gli Ussari e i Granatieri Baraçtu. |

Compaiono inoltre altre tre civiltà giocabili solo nelle campagne e nell'editor: Cavalieri di san Giovanni, Mercenari di John Black e Americani, rispettivamente spagnoli, tedeschi e inglesi con poche modifiche.
Le civiltà coloniali possono anche sfruttare l'appoggio dei seguenti popoli nativi americani:
- Aztechi
- Caribi
- Cherokee
- Comanche
- Cree
- Inca
- Irochesi
- Lakota
- Maya
- Nootka
- Seminole
- Tupi

### Età
Età delle scoperte
Questa è la prima età del gioco. I giocatori possono soltanto esplorare la mappa e migliorare la propria economia. L'esploratore può essere usato per svelare la posizione degli avversari e per catturare utili tesori dispiegati sulla mappa.
- Edifici: Casa, Mercato, Mulino, Porto, Avamposto, Fortino (Russi), Base Commerciale, Mura, Moschea (Ottomani), Banca (Olandesi) e Piantagione (solo tramite la carta "Piantagione avanzata").

Età coloniale
La seconda età del gioco. Qui il giocatore può cominciare a colonizzare la mappa con costruzioni per la fanteria e per la cavalleria o con edifici per la difesa come gli avamposti.
- Nuovi edifici: Caserma, Scuderia, Chiesa, Fonderia (Inglesi, Ottomani, Russi, Francesi) e Arsenale (solo tramite la carta "Arsenale avanzato").
- Costo per passare a questa età: 800/900 unità di cibo.

Età delle fortezze
La terza età del gioco, in cui si potenziano unità ed edifici. È caratterizzata dal possente forte che può essere spedito dalla Città Madre e dall'introduzione, per la maggior parte delle civiltà, dell'artiglieria. Gli avamposti possono diventare avamposti di frontiera.
- Nuovi edifici: Forte (tramite spedizione dalla Città Madre), Fonderia (altre civiltà), Piantagione e Arsenale (senza le rispettive carte).
- Costo per passare a questa età: 1200 unità di cibo e 1000 di denaro.

Età Industriale
La quarta età del gioco, con ulteriori miglioramenti per unità (in questa età si possono sviluppare le unità speciali di ogni singola civiltà) ed edifici. Si sbloccano le ultime e più potenti carte della Città Madre, come le due utilissime Fabbriche. Le vie commerciali possono diventare ferrovie; gli Avamposti di Frontiera possono essere potenziati in Avamposti Fortificati.
- Nuovo edificio: Fabbrica (tramite spedizione dalla Città Madre).
- Costo per passare a questa età: 2000 unità di cibo e 1200 di denaro.

Età Imperiale
La quinta e ultima età del gioco, in cui è possibile potenziare le unità a livello imperiale e ricercare i miglioramenti esclusivi del Campidoglio. Quest'ultimo fornisce vari potenziamenti, come ad esempio l'embargo, che consiste nel bloccare le spedizioni del nemico, e come le spie, che permette di osservare tutto ciò che vede l'avversario. Tutte le carte della Città Madre sono nuovamente disponibili, escludendo, ovviamente, quelle carte che non possono essere reinviate in quanto troppo importanti sul piano strategico del gioco (come ad esempio le fabbriche e i forti).
- Nuovo edificio: Campidoglio.
- Costo per passare a questa età: 4000 unità di cibo e denaro

### Politici
Quando si passa da un'età all'altra, bisogna scegliere un politico tra due disponibili: questo politico darà dei bonus immediati o a lungo termine per aiutare lo sviluppo della colonia.

## Campagna
Lo svolgimento della campagna segue la storia della fittizia famiglia Black, in una serie di tre "Atti", che dividono l'arco della storia in tre generazioni.

### Atto I: Sangue
Ambientato alla fine del XVI secolo (indicativamente nel 1565), il primo atto in giocatore singolo della campagna inizia col giocatore nel ruolo di Morgan Black— membro dell'Ordine dei Cavalieri di San Giovanni— mentre difende una roccaforte su Malta da Sahin "Il Falco", ufficiale dell'Impero ottomano, in un episodio dell'Assedio di Malta. Il giocatore accende alcuni fuochi di segnalazione per chiamare in aiuto la cavalleria comandata dal comandante dei cavalieri, Alain Magnan, che sconfigge i Turchi. Morgan e Alain scacciano gli Ottomani da Malta, e mentre fanno detonare le munizioni Ottomane in alcune caverne poco distanti, scoprono una biblioteca segreta che racconta la storia del "Lago della Luna" e della società segreta chiamata "Setta di Ossus" in cerca di tale magica fonte. Uscito dalla grotta, Morgan salpa per il Nuovo Mondo in cerca del Lago, ma attracca nei Caraibi dopo un attacco dei bucanieri guidati dalla piratessa Elizabeth "Lizzie" Ramsey. Arrivati in Messico, distruggono una base ottomana stabilita da Sahin, in cerca del Lago. L'ufficiale spagnolo Francisco Juan Delgado de Leon cattura Sahin e altri Turchi. Morgan riesce a sconfiggere gli Spagnoli, che stavano attaccando un villaggio azteco. Quindi salpa per la Florida per trovare il Lago, ma è intrappolato a Cuba a causa di un uragano. Qui Morgan ottiene il rispetto di Lizzie, che accetta di portare i Cavalieri in Florida. Morgan cattura alcune navi del tesoro spagnole e distrugge la base di Delgado, uccidendolo, quindi libera Sahin, che gli spiega che la Setta pensa che il Lago della Luna sia alimentato dalla Fonte della giovinezza. Giunto nelle Americhe, Alain ordina a Morgan di giustiziare Sahin, ma il Turco e Lizzie capiscono che Alain è in realtà il capo della Setta di Ossus, e quando giungono al Lago lo trovano circondato dai settari di Alain. Morgan, Lizzie e Sahin decidono quindi di distruggere la Fonte della Giovinezza per fermare il piano della Setta di dominare il Nuovo Mondo. Catturano un enorme cannone fisso (che è in grado di ruotare su sé stesso ma non lo si può spostare dalla piattaforma su cui si trova) e usandolo insieme alle navi esplosive di Lizzie riescono a distruggere la Fonte. Alain Magnan attacca Morgan, ma muore in battaglia. Sahin ritorna al suo paese e Lizzie parte per i Caraibi senza l'oro spagnolo promessole da Morgan, anche se viene rivelato che si riunisce col cavaliere diversi anni dopo, sposandolo e dando inizio al ramo americano della famiglia Black. Morgan viene visto l'ultima volta mentre si interroga sulle meraviglie dell'acqua, e beve l'acqua riuscita a raccogliere in una fialetta.

### Atto II: Ghiaccio
È il 1757, e il nipote di Morgan, John Black, e il suo amico irochese Kanyenke sono sulla via per Brunswick, la colonia dello zio di John, Stuart Black, che ha chiamato in aiuto i mercenari tedeschi del nipote. I due riescono a salvare la città da un attacco dei Cherokee e tentano di trattare con i nativi. Mentre i mercenari sono via Brunswick viene attaccata da soldati britannici che distruggono la città. Quando cercano di pianificare un contrattacco, scoprono che lo zio Stuart è stato rapito e John arriva alla conclusione che la Setta di Ossus ha fatto ritorno. Kanyenke teme che sua sorella Nonahkee sia anch'ella in pericolo, dunque lui e John tornano nel New England e impediscono alle truppe inglesi di occupare il villaggio di Kanyenke e Nonahkee. Dopo la battaglia il guerriero irochese scopre che sua sorella e il suo amico John sono segretamente innamorati. I mercenari di John combattono dalla parte dei Francesi durante la Guerra dei sette anni e venuti a sapere dal colonnello inglese George Washington che il generale Warwick, capo della Setta, è un disertore, riescono a distruggere una base della Setta nei Grandi Laghi. Warwick fa uccidere Stuart e si dirige verso Occidente. John e Kanyenke lo inseguono attraverso le Grandi Pianure, poi distruggono una base fortificata della Setta sulle Montagne Rocciose. Presto scoprono che Warwick e i suoi soldati si sono diretti a Ovest per aprire un passaggio all'esercito russo, che pianifica di conquistare le colonie Britanniche e Francesi mentre queste ultime sono in guerra. Con l'aiuto di alcuni minatori riescono a far crollare delle arcate di pietra per deviare il percorso dei soldati russi. Nel filmato finale viene mostrato John che piazza della TNT sulla cima di una montagna mentre sotto di esso marciano i Russi mentre Warwick e alcuni suoi soldati gli si avvicinano. Warwick tenta di uccidere John, ma quando i settari gli sparano, John evita i proiettili e e si butta sul detonatore della TNT e lo attiva, facendo esplodere la cima del monte e uccidendo se stesso, i soldati e Warwick e provocando una valanga che seppellisce i Russi, salvando le colonie.
Kanyenke torna nel New England e avvia una tranquilla esistenza come educatore di suo nipote Nathaniel, figlio di John e di Nonahkee.

### Atto III: Acciaio
È il 1817, e la narrazione si sposta su Amelia Black, la nipote di John Black, e sulla sua Compagnia del Falco (probabilmente ispirata a Sahin il Falco), una compagnia ferroviaria che si prepara a costruire una linea ferroviaria negli Stati Uniti, grazie alla ricompensa che i Britannici hanno versato al sacrificio di John Black e al denaro guadagnato da Nathaniel durante la Rivoluzione americana. Un prospettore Francese di nome Pierre Beaumont aiuta Amelia e il maggiore Cooper (che sta scortando gli operai di Amelia), a difendere un forte da truppe messicane. Egli quindi porta Amelia presso alcune miniere nelle montagne Rocciose, in cui a sorpresa appare Kanyenke, che rivela alla pronipote che Beaumont è il capo della Setta. Amelia, Kanyenke e Cooper (allertato dall'Irochese) inseguono Beaumont attraverso le miniere, dove scoprono una mappa per il Lago della Luna. Si dirigono lì, ma il lago è ormai prosciugato e si è trasformato in una palude. Gli uomini di Beaumont tentano di recuperare il tesoro spagnolo affondato da Morgan e Lizzie, ma i soldati statunitensi distruggono la loro base. Cooper tenta di catturare Beaumont, che lo fa assalire da due lupi ammaestrati. Cooper riesce a ucciderne uno con la sua pistola, ma l'altro animale lo uccide. Amelia decide quindi di inseguire i settari per far loro pagare la morte del militare. I Seminole spiegano ad Amelia e a Kanyenke che Beaumont si è diretto in Sudamerica, poiché quando la fonte venne distrutta i guerrieri Inca prigionieri degli Spagnoli e liberati da Morgan hanno portato Perù diversi barili dell'acqua della fonte custoditi nell'ultima città inca. Amelia e Kanyenke partono per il Sud America e aiutano il generale Simón Bolívar a combattere contro i soldati Spagnoli, quindi partono per le Ande guidati da soldati forniti da Bolivar e raggiungono la città inca nella Valle Pacamayo. Difendono la città da un attacco della Setta e distruggono la base che essa ha stabilito. Beaumont riesce però a rubare alcuni barili d'acqua della Fonte. Amelia e Kanyenke si dirigono verso l'Ossario, la roccaforte della Setta a Cuba, e grazie all'aiuto della città di L'Avana e al supporto della Marina statunitense, distruggono l'Ossario e le batterie costiere che lo difendono. Amelia e Kanyenke si dirigono verso l'Ossario, ma Beaumont si nasconde sulle mura sopra la porta. Il prospettore tenta di saltare addosso ad Amelia per pugnalarla, ma viene spinta via da Kanyenke, che viene sbattuto a terra. Beaumont tenta di saltare addosso ad Amelia, ma lei riesce a calciarlo via, quindi mentre Beaumont ritenta di accoltellarla lei imbraccia il suo fucile e gli spara. Tornata negli USA impiegherà il tesoro della Setta per ricostruire la Compagnia del Falco, e riesce con successo a costruire un tratto ferroviario dalla Costa Est alla Costa Ovest. Durante i titoli di coda, c'è un filmato finale in cui Amelia parla con un vecchio incontrato all'inizio dell'Atto. Dopo diverse conversazioni, il vecchio fa un riferimento alla Setta e sul fatto che lei è riuscita a distruggerla nel corso di una sola vita, rivelando indirettamente che in realtà egli è Morgan, che ha vissuto così a lungo perché ha bevuto l'acqua della Fonte della Giovinezza durante l'Atto I. Amelia, che ha sentito la frase, gli chiede spiegazioni, ma l'uomo replica con un "Non perdere il treno." e cammina via.

## Espansioni
- Ad ottobre 2006 è stata pubblicata l'espansione Age of Empires III: The WarChiefs, che include tre nuove civiltà, Aztechi, Sioux e Irochesi, e una nuova campagna dedicata a Nathaniel Black, figlio di John e Nohakee, sorella di Kayenke e a Chayton Black, il figlio di Amelia e di un suo anonimo marito Sioux. L'espansione include anche la nuova modalità Rivoluzione, che permette alle colonie di ribellarsi e di avere nuove unità come la corazzata e il cannone mitragliatore Gatling.
- A novembre 2007 esce in Italia la seconda espansione: Age of Empires III: The Asian Dynasties. Il nuovo capitolo è ambientato in Asia e vede come protagoniste le principali civiltà del continente: Cina, Giappone e India. Vengono introdotte nuove modalità di gioco e diverse unità e costruzioni, tra cui quindici cosiddette meraviglie (enormi edifici simbolo della grandezza della tua città e che garantiscono numerosi vantaggi). La nuova campagna, che stavolta non coinvolge la famiglia Black, ripercorre la Guerra Civile che mise sul trono del Giappone la dinastia Tokugawa, una ipotetica spedizione cinese in America e i Moti indiani del 1857.

## Edizione rimasterizzata
Il 21 agosto 2017, durante il Gamescom, Microsoft ha ufficialmente annunciato Age of Empires III: Definitive Edition.
Il 30 maggio 2019, Microsoft annunciò di voler realizzare le edizioni rimasterizzate dei tre capitoli della serie di Age of Empires su Steam, affermando che ulteriori informazioni sarebbero state pubblicate a breve. Age of Empires III: Definitive Edition è stato sviluppato da Tantalus Media, supervisionato dallo studio interno World’s Edge degli Xbox Game Studios.
Il 23 gennaio 2020, Microsoft annunciò che la closed beta verrà aperta all'inizio di febbraio. Ogni sessione della beta includerà un piccolo pezzo del gioco. Le sessioni di beta più grandi saranno dedicate al multiplayer e al matchmaking. Le sessioni di beta della campagna saranno limitate ad un piccolo gruppo di giocatori e solamente certe missioni.
La prima sessione della closed beta ebbe inizio l'11 febbraio 2020 e si concluse il 19 febbraio. La seconda sessione invece era incentrata sul multiplayer ed ebbe inizio il 31 marzo e si concluse il 7 aprile.
Il 27 agosto 2020, tre anni dopo l'annuncio, viene diffuso il trailer ufficiale. Il gioco è uscito il 15 ottobre successivo in esclusiva su Windows 10, in contemporanea mondiale (alle ore 6:00 PDT, le ore 15:00 in Italia).
Age of Empires III: Definitive Edition comprende il supporto al 4K, la qualità grafica è stata notevolmente migliorata ed inoltre sono state incluse le due precedenti espansioni Age of Empires III: The WarChiefs e Age of Empires III: The Asian Dynasties. Questa remastered presenta nuovi contenuti tra cui due nuove civiltà giocabili, l'Impero svedese e l'Impero inca, e due nuove modalità, ovvero le "Battaglie storiche" e "L'arte della guerra" (quest'ultima consiste in sfide simili a quelle introdotte in Age of Empires II: Definitive Edition).
Il 13 aprile 2021 viene aggiunta una nuova civiltà, gli Stati Uniti, già presente nella campagna storica del gioco ma non giocabile autonomamente. La civiltà è pagamento, ma sarà possibile sbloccarla gratuitamente per un tempo limitato completando una serie di sfide in-game.
Il 2 agosto 2021 esce una nuova espansione, The African Royals. Essa introduce due nuove civiltà, gli Hausa e l'impero etiope, 15 nuove mappe ambientate in Africa (più altre sette negli aggiornamenti), tre nuove battaglie storiche, cinque nuove tribù minori africane (gli Akan, i Berberi, i Somali, i Sudanesi e gli Yoruba), e la nuova risorsa Influenza (disponibile solo per le civiltà africane).
Il 1º dicembre 2021 esce un'altra nuova civiltà inedita, il Messico, con un nuovo stile di gameplay unico rispetto alle altre civiltà nel gioco.

## Sequel
Il 21 agosto 2017, durante il Gamescom, Microsoft ha ufficialmente annunciato Age of Empires IV. Due anni dopo, il 14 novembre 2019, viene pubblicato un secondo trailer che rivela l'ambientazione medievale del gioco.
Il 10 aprile 2021 viene mostrata un'anteprima del gioco. Il titolo è stato pubblicato il 28 ottobre dello stesso anno.